# Заппас, Вирон
Вирон Заппас (греч. Βύρων Ζάππας, 6 декабря 1927, Афины — 5 января 2008, там же) — кипрский и греческий шахматист и шахматный композитор, гроссмейстер по шахматной композиции (1993).

## Биография

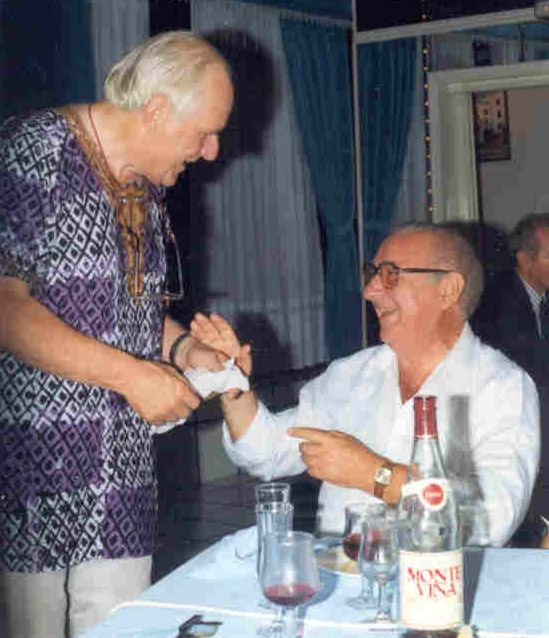
Н. Маклауд (слева) и В. Заппас на банкете после сессии PCCC (Бенидорм, 1990 год)

Окончил Афинский университет экономики и бизнеса. Позже окончил аспирантуру в Лондонской школе экономики. Занимался бухгалтерским учётом.
В начале 1960-х годов переехал на Кипр. Работал учителем в школе.
В 1970 году вернулся в Грецию. Занимал должность профессора на кафедре бухгалтерского учёта в Афинском технологическом образовательном институте. Является автором четырёх книг по бухгалтерскому учёту.

### Практическая игра
Научился играть в шахматы в возрасте 14 лет.
Чемпион Кипра 1963 и 1965 годов.
В составе сборной Кипра участник шахматной олимпиады 1964 года. На олимпиаде выполнял функции 2-го запасного. Сыграл 9 партий, из которых 3 выиграл, 5 проиграл и 1 завершил вничью.

### Шахматная композиция
Наиболее ярко проявил себя в шахматной композиции. Составлял трёх- и двухходовые задачи. Первую задачу опубликовал в 1945 году в журнале «Ήλιος» (редактором отдела был И. Куталидис). Позже занимался под руководством Спироса Бикоса и Василиоса Лириса.
Во время работы на Кипре много занимался с молодыми шахматными композиторами. В 1967 году вместе со своими учениками П. Мартудисом, A. Ставринидисом, Г. Сфикасом и Х. Пападопулосом участвовал во 2-м Международном командном Матче дружбы шахматных композиторов — неофициальном чемпионате мира. Сборная Кипра заняла 15-е место.
Основал в Греческой шахматной федерации комитет по шахматной композиции, добился вступления Греции в Постоянную комиссию ФИДЕ по шахматной композиции (PCCC) в 1981 году. В течение 25 лет был представителем Греции в PCCC. В 2006 году получил статус почётного члена PCCC.
Составил около 500 задач, за которые получил более 100 призовых мест и более 200 других наград на различных конкурсах. В «Альбомах ФИДЕ» 1977—1979, 1983—1985 и 1986—1988 был лидером по количеству задач, представленных в разделе двухходовок. За свои достижения в области композиции в 1988 году получил звание международного мастера, а в 1993 году — звание гроссмейстера. Рейтинг среди композиторов (количество баллов в Альбомах ФИДЕ) — 86,5 пункта.
В память о Заппасе Шахматная ассоциация префектуры Аттика (ΕΣΣΝΑ) проводит ежегодный конкурс его имени.

### Тема Заппаса
|   | a | b | c | d | e | f | g | h |   |
| - | --- | --- | --- | --- | --- | --- | --- | --- | - |
| 8 | e8 белая ладья · d7 чёрный конь · h7 чёрная пешка · a6 чёрная пешка · b6 белый слон · g6 чёрная пешка · h6 белый король · a5 чёрная пешка · b5 чёрная пешка · d5 белый слон · f5 чёрная пешка · g5 белый ферзь · h5 белый конь · a4 белый конь · b3 белая пешка · d3 чёрный король · e3 белая пешка · f3 белая пешка · b2 белая пешка · c2 чёрная пешка · d2 чёрная пешка · e2 чёрный конь · c1 чёрный слон · d1 чёрный слон | e8 белая ладья · d7 чёрный конь · h7 чёрная пешка · a6 чёрная пешка · b6 белый слон · g6 чёрная пешка · h6 белый король · a5 чёрная пешка · b5 чёрная пешка · d5 белый слон · f5 чёрная пешка · g5 белый ферзь · h5 белый конь · a4 белый конь · b3 белая пешка · d3 чёрный король · e3 белая пешка · f3 белая пешка · b2 белая пешка · c2 чёрная пешка · d2 чёрная пешка · e2 чёрный конь · c1 чёрный слон · d1 чёрный слон | e8 белая ладья · d7 чёрный конь · h7 чёрная пешка · a6 чёрная пешка · b6 белый слон · g6 чёрная пешка · h6 белый король · a5 чёрная пешка · b5 чёрная пешка · d5 белый слон · f5 чёрная пешка · g5 белый ферзь · h5 белый конь · a4 белый конь · b3 белая пешка · d3 чёрный король · e3 белая пешка · f3 белая пешка · b2 белая пешка · c2 чёрная пешка · d2 чёрная пешка · e2 чёрный конь · c1 чёрный слон · d1 чёрный слон | e8 белая ладья · d7 чёрный конь · h7 чёрная пешка · a6 чёрная пешка · b6 белый слон · g6 чёрная пешка · h6 белый король · a5 чёрная пешка · b5 чёрная пешка · d5 белый слон · f5 чёрная пешка · g5 белый ферзь · h5 белый конь · a4 белый конь · b3 белая пешка · d3 чёрный король · e3 белая пешка · f3 белая пешка · b2 белая пешка · c2 чёрная пешка · d2 чёрная пешка · e2 чёрный конь · c1 чёрный слон · d1 чёрный слон | e8 белая ладья · d7 чёрный конь · h7 чёрная пешка · a6 чёрная пешка · b6 белый слон · g6 чёрная пешка · h6 белый король · a5 чёрная пешка · b5 чёрная пешка · d5 белый слон · f5 чёрная пешка · g5 белый ферзь · h5 белый конь · a4 белый конь · b3 белая пешка · d3 чёрный король · e3 белая пешка · f3 белая пешка · b2 белая пешка · c2 чёрная пешка · d2 чёрная пешка · e2 чёрный конь · c1 чёрный слон · d1 чёрный слон | e8 белая ладья · d7 чёрный конь · h7 чёрная пешка · a6 чёрная пешка · b6 белый слон · g6 чёрная пешка · h6 белый король · a5 чёрная пешка · b5 чёрная пешка · d5 белый слон · f5 чёрная пешка · g5 белый ферзь · h5 белый конь · a4 белый конь · b3 белая пешка · d3 чёрный король · e3 белая пешка · f3 белая пешка · b2 белая пешка · c2 чёрная пешка · d2 чёрная пешка · e2 чёрный конь · c1 чёрный слон · d1 чёрный слон | e8 белая ладья · d7 чёрный конь · h7 чёрная пешка · a6 чёрная пешка · b6 белый слон · g6 чёрная пешка · h6 белый король · a5 чёрная пешка · b5 чёрная пешка · d5 белый слон · f5 чёрная пешка · g5 белый ферзь · h5 белый конь · a4 белый конь · b3 белая пешка · d3 чёрный король · e3 белая пешка · f3 белая пешка · b2 белая пешка · c2 чёрная пешка · d2 чёрная пешка · e2 чёрный конь · c1 чёрный слон · d1 чёрный слон | e8 белая ладья · d7 чёрный конь · h7 чёрная пешка · a6 чёрная пешка · b6 белый слон · g6 чёрная пешка · h6 белый король · a5 чёрная пешка · b5 чёрная пешка · d5 белый слон · f5 чёрная пешка · g5 белый ферзь · h5 белый конь · a4 белый конь · b3 белая пешка · d3 чёрный король · e3 белая пешка · f3 белая пешка · b2 белая пешка · c2 чёрная пешка · d2 чёрная пешка · e2 чёрный конь · c1 чёрный слон · d1 чёрный слон | 8 |
| 7 | e8 белая ладья · d7 чёрный конь · h7 чёрная пешка · a6 чёрная пешка · b6 белый слон · g6 чёрная пешка · h6 белый король · a5 чёрная пешка · b5 чёрная пешка · d5 белый слон · f5 чёрная пешка · g5 белый ферзь · h5 белый конь · a4 белый конь · b3 белая пешка · d3 чёрный король · e3 белая пешка · f3 белая пешка · b2 белая пешка · c2 чёрная пешка · d2 чёрная пешка · e2 чёрный конь · c1 чёрный слон · d1 чёрный слон | e8 белая ладья · d7 чёрный конь · h7 чёрная пешка · a6 чёрная пешка · b6 белый слон · g6 чёрная пешка · h6 белый король · a5 чёрная пешка · b5 чёрная пешка · d5 белый слон · f5 чёрная пешка · g5 белый ферзь · h5 белый конь · a4 белый конь · b3 белая пешка · d3 чёрный король · e3 белая пешка · f3 белая пешка · b2 белая пешка · c2 чёрная пешка · d2 чёрная пешка · e2 чёрный конь · c1 чёрный слон · d1 чёрный слон | e8 белая ладья · d7 чёрный конь · h7 чёрная пешка · a6 чёрная пешка · b6 белый слон · g6 чёрная пешка · h6 белый король · a5 чёрная пешка · b5 чёрная пешка · d5 белый слон · f5 чёрная пешка · g5 белый ферзь · h5 белый конь · a4 белый конь · b3 белая пешка · d3 чёрный король · e3 белая пешка · f3 белая пешка · b2 белая пешка · c2 чёрная пешка · d2 чёрная пешка · e2 чёрный конь · c1 чёрный слон · d1 чёрный слон | e8 белая ладья · d7 чёрный конь · h7 чёрная пешка · a6 чёрная пешка · b6 белый слон · g6 чёрная пешка · h6 белый король · a5 чёрная пешка · b5 чёрная пешка · d5 белый слон · f5 чёрная пешка · g5 белый ферзь · h5 белый конь · a4 белый конь · b3 белая пешка · d3 чёрный король · e3 белая пешка · f3 белая пешка · b2 белая пешка · c2 чёрная пешка · d2 чёрная пешка · e2 чёрный конь · c1 чёрный слон · d1 чёрный слон | e8 белая ладья · d7 чёрный конь · h7 чёрная пешка · a6 чёрная пешка · b6 белый слон · g6 чёрная пешка · h6 белый король · a5 чёрная пешка · b5 чёрная пешка · d5 белый слон · f5 чёрная пешка · g5 белый ферзь · h5 белый конь · a4 белый конь · b3 белая пешка · d3 чёрный король · e3 белая пешка · f3 белая пешка · b2 белая пешка · c2 чёрная пешка · d2 чёрная пешка · e2 чёрный конь · c1 чёрный слон · d1 чёрный слон | e8 белая ладья · d7 чёрный конь · h7 чёрная пешка · a6 чёрная пешка · b6 белый слон · g6 чёрная пешка · h6 белый король · a5 чёрная пешка · b5 чёрная пешка · d5 белый слон · f5 чёрная пешка · g5 белый ферзь · h5 белый конь · a4 белый конь · b3 белая пешка · d3 чёрный король · e3 белая пешка · f3 белая пешка · b2 белая пешка · c2 чёрная пешка · d2 чёрная пешка · e2 чёрный конь · c1 чёрный слон · d1 чёрный слон | e8 белая ладья · d7 чёрный конь · h7 чёрная пешка · a6 чёрная пешка · b6 белый слон · g6 чёрная пешка · h6 белый король · a5 чёрная пешка · b5 чёрная пешка · d5 белый слон · f5 чёрная пешка · g5 белый ферзь · h5 белый конь · a4 белый конь · b3 белая пешка · d3 чёрный король · e3 белая пешка · f3 белая пешка · b2 белая пешка · c2 чёрная пешка · d2 чёрная пешка · e2 чёрный конь · c1 чёрный слон · d1 чёрный слон | e8 белая ладья · d7 чёрный конь · h7 чёрная пешка · a6 чёрная пешка · b6 белый слон · g6 чёрная пешка · h6 белый король · a5 чёрная пешка · b5 чёрная пешка · d5 белый слон · f5 чёрная пешка · g5 белый ферзь · h5 белый конь · a4 белый конь · b3 белая пешка · d3 чёрный король · e3 белая пешка · f3 белая пешка · b2 белая пешка · c2 чёрная пешка · d2 чёрная пешка · e2 чёрный конь · c1 чёрный слон · d1 чёрный слон | 7 |
| 6 | e8 белая ладья · d7 чёрный конь · h7 чёрная пешка · a6 чёрная пешка · b6 белый слон · g6 чёрная пешка · h6 белый король · a5 чёрная пешка · b5 чёрная пешка · d5 белый слон · f5 чёрная пешка · g5 белый ферзь · h5 белый конь · a4 белый конь · b3 белая пешка · d3 чёрный король · e3 белая пешка · f3 белая пешка · b2 белая пешка · c2 чёрная пешка · d2 чёрная пешка · e2 чёрный конь · c1 чёрный слон · d1 чёрный слон | e8 белая ладья · d7 чёрный конь · h7 чёрная пешка · a6 чёрная пешка · b6 белый слон · g6 чёрная пешка · h6 белый король · a5 чёрная пешка · b5 чёрная пешка · d5 белый слон · f5 чёрная пешка · g5 белый ферзь · h5 белый конь · a4 белый конь · b3 белая пешка · d3 чёрный король · e3 белая пешка · f3 белая пешка · b2 белая пешка · c2 чёрная пешка · d2 чёрная пешка · e2 чёрный конь · c1 чёрный слон · d1 чёрный слон | e8 белая ладья · d7 чёрный конь · h7 чёрная пешка · a6 чёрная пешка · b6 белый слон · g6 чёрная пешка · h6 белый король · a5 чёрная пешка · b5 чёрная пешка · d5 белый слон · f5 чёрная пешка · g5 белый ферзь · h5 белый конь · a4 белый конь · b3 белая пешка · d3 чёрный король · e3 белая пешка · f3 белая пешка · b2 белая пешка · c2 чёрная пешка · d2 чёрная пешка · e2 чёрный конь · c1 чёрный слон · d1 чёрный слон | e8 белая ладья · d7 чёрный конь · h7 чёрная пешка · a6 чёрная пешка · b6 белый слон · g6 чёрная пешка · h6 белый король · a5 чёрная пешка · b5 чёрная пешка · d5 белый слон · f5 чёрная пешка · g5 белый ферзь · h5 белый конь · a4 белый конь · b3 белая пешка · d3 чёрный король · e3 белая пешка · f3 белая пешка · b2 белая пешка · c2 чёрная пешка · d2 чёрная пешка · e2 чёрный конь · c1 чёрный слон · d1 чёрный слон | e8 белая ладья · d7 чёрный конь · h7 чёрная пешка · a6 чёрная пешка · b6 белый слон · g6 чёрная пешка · h6 белый король · a5 чёрная пешка · b5 чёрная пешка · d5 белый слон · f5 чёрная пешка · g5 белый ферзь · h5 белый конь · a4 белый конь · b3 белая пешка · d3 чёрный король · e3 белая пешка · f3 белая пешка · b2 белая пешка · c2 чёрная пешка · d2 чёрная пешка · e2 чёрный конь · c1 чёрный слон · d1 чёрный слон | e8 белая ладья · d7 чёрный конь · h7 чёрная пешка · a6 чёрная пешка · b6 белый слон · g6 чёрная пешка · h6 белый король · a5 чёрная пешка · b5 чёрная пешка · d5 белый слон · f5 чёрная пешка · g5 белый ферзь · h5 белый конь · a4 белый конь · b3 белая пешка · d3 чёрный король · e3 белая пешка · f3 белая пешка · b2 белая пешка · c2 чёрная пешка · d2 чёрная пешка · e2 чёрный конь · c1 чёрный слон · d1 чёрный слон | e8 белая ладья · d7 чёрный конь · h7 чёрная пешка · a6 чёрная пешка · b6 белый слон · g6 чёрная пешка · h6 белый король · a5 чёрная пешка · b5 чёрная пешка · d5 белый слон · f5 чёрная пешка · g5 белый ферзь · h5 белый конь · a4 белый конь · b3 белая пешка · d3 чёрный король · e3 белая пешка · f3 белая пешка · b2 белая пешка · c2 чёрная пешка · d2 чёрная пешка · e2 чёрный конь · c1 чёрный слон · d1 чёрный слон | e8 белая ладья · d7 чёрный конь · h7 чёрная пешка · a6 чёрная пешка · b6 белый слон · g6 чёрная пешка · h6 белый король · a5 чёрная пешка · b5 чёрная пешка · d5 белый слон · f5 чёрная пешка · g5 белый ферзь · h5 белый конь · a4 белый конь · b3 белая пешка · d3 чёрный король · e3 белая пешка · f3 белая пешка · b2 белая пешка · c2 чёрная пешка · d2 чёрная пешка · e2 чёрный конь · c1 чёрный слон · d1 чёрный слон | 6 |
| 5 | e8 белая ладья · d7 чёрный конь · h7 чёрная пешка · a6 чёрная пешка · b6 белый слон · g6 чёрная пешка · h6 белый король · a5 чёрная пешка · b5 чёрная пешка · d5 белый слон · f5 чёрная пешка · g5 белый ферзь · h5 белый конь · a4 белый конь · b3 белая пешка · d3 чёрный король · e3 белая пешка · f3 белая пешка · b2 белая пешка · c2 чёрная пешка · d2 чёрная пешка · e2 чёрный конь · c1 чёрный слон · d1 чёрный слон | e8 белая ладья · d7 чёрный конь · h7 чёрная пешка · a6 чёрная пешка · b6 белый слон · g6 чёрная пешка · h6 белый король · a5 чёрная пешка · b5 чёрная пешка · d5 белый слон · f5 чёрная пешка · g5 белый ферзь · h5 белый конь · a4 белый конь · b3 белая пешка · d3 чёрный король · e3 белая пешка · f3 белая пешка · b2 белая пешка · c2 чёрная пешка · d2 чёрная пешка · e2 чёрный конь · c1 чёрный слон · d1 чёрный слон | e8 белая ладья · d7 чёрный конь · h7 чёрная пешка · a6 чёрная пешка · b6 белый слон · g6 чёрная пешка · h6 белый король · a5 чёрная пешка · b5 чёрная пешка · d5 белый слон · f5 чёрная пешка · g5 белый ферзь · h5 белый конь · a4 белый конь · b3 белая пешка · d3 чёрный король · e3 белая пешка · f3 белая пешка · b2 белая пешка · c2 чёрная пешка · d2 чёрная пешка · e2 чёрный конь · c1 чёрный слон · d1 чёрный слон | e8 белая ладья · d7 чёрный конь · h7 чёрная пешка · a6 чёрная пешка · b6 белый слон · g6 чёрная пешка · h6 белый король · a5 чёрная пешка · b5 чёрная пешка · d5 белый слон · f5 чёрная пешка · g5 белый ферзь · h5 белый конь · a4 белый конь · b3 белая пешка · d3 чёрный король · e3 белая пешка · f3 белая пешка · b2 белая пешка · c2 чёрная пешка · d2 чёрная пешка · e2 чёрный конь · c1 чёрный слон · d1 чёрный слон | e8 белая ладья · d7 чёрный конь · h7 чёрная пешка · a6 чёрная пешка · b6 белый слон · g6 чёрная пешка · h6 белый король · a5 чёрная пешка · b5 чёрная пешка · d5 белый слон · f5 чёрная пешка · g5 белый ферзь · h5 белый конь · a4 белый конь · b3 белая пешка · d3 чёрный король · e3 белая пешка · f3 белая пешка · b2 белая пешка · c2 чёрная пешка · d2 чёрная пешка · e2 чёрный конь · c1 чёрный слон · d1 чёрный слон | e8 белая ладья · d7 чёрный конь · h7 чёрная пешка · a6 чёрная пешка · b6 белый слон · g6 чёрная пешка · h6 белый король · a5 чёрная пешка · b5 чёрная пешка · d5 белый слон · f5 чёрная пешка · g5 белый ферзь · h5 белый конь · a4 белый конь · b3 белая пешка · d3 чёрный король · e3 белая пешка · f3 белая пешка · b2 белая пешка · c2 чёрная пешка · d2 чёрная пешка · e2 чёрный конь · c1 чёрный слон · d1 чёрный слон | e8 белая ладья · d7 чёрный конь · h7 чёрная пешка · a6 чёрная пешка · b6 белый слон · g6 чёрная пешка · h6 белый король · a5 чёрная пешка · b5 чёрная пешка · d5 белый слон · f5 чёрная пешка · g5 белый ферзь · h5 белый конь · a4 белый конь · b3 белая пешка · d3 чёрный король · e3 белая пешка · f3 белая пешка · b2 белая пешка · c2 чёрная пешка · d2 чёрная пешка · e2 чёрный конь · c1 чёрный слон · d1 чёрный слон | e8 белая ладья · d7 чёрный конь · h7 чёрная пешка · a6 чёрная пешка · b6 белый слон · g6 чёрная пешка · h6 белый король · a5 чёрная пешка · b5 чёрная пешка · d5 белый слон · f5 чёрная пешка · g5 белый ферзь · h5 белый конь · a4 белый конь · b3 белая пешка · d3 чёрный король · e3 белая пешка · f3 белая пешка · b2 белая пешка · c2 чёрная пешка · d2 чёрная пешка · e2 чёрный конь · c1 чёрный слон · d1 чёрный слон | 5 |
| 4 | e8 белая ладья · d7 чёрный конь · h7 чёрная пешка · a6 чёрная пешка · b6 белый слон · g6 чёрная пешка · h6 белый король · a5 чёрная пешка · b5 чёрная пешка · d5 белый слон · f5 чёрная пешка · g5 белый ферзь · h5 белый конь · a4 белый конь · b3 белая пешка · d3 чёрный король · e3 белая пешка · f3 белая пешка · b2 белая пешка · c2 чёрная пешка · d2 чёрная пешка · e2 чёрный конь · c1 чёрный слон · d1 чёрный слон | e8 белая ладья · d7 чёрный конь · h7 чёрная пешка · a6 чёрная пешка · b6 белый слон · g6 чёрная пешка · h6 белый король · a5 чёрная пешка · b5 чёрная пешка · d5 белый слон · f5 чёрная пешка · g5 белый ферзь · h5 белый конь · a4 белый конь · b3 белая пешка · d3 чёрный король · e3 белая пешка · f3 белая пешка · b2 белая пешка · c2 чёрная пешка · d2 чёрная пешка · e2 чёрный конь · c1 чёрный слон · d1 чёрный слон | e8 белая ладья · d7 чёрный конь · h7 чёрная пешка · a6 чёрная пешка · b6 белый слон · g6 чёрная пешка · h6 белый король · a5 чёрная пешка · b5 чёрная пешка · d5 белый слон · f5 чёрная пешка · g5 белый ферзь · h5 белый конь · a4 белый конь · b3 белая пешка · d3 чёрный король · e3 белая пешка · f3 белая пешка · b2 белая пешка · c2 чёрная пешка · d2 чёрная пешка · e2 чёрный конь · c1 чёрный слон · d1 чёрный слон | e8 белая ладья · d7 чёрный конь · h7 чёрная пешка · a6 чёрная пешка · b6 белый слон · g6 чёрная пешка · h6 белый король · a5 чёрная пешка · b5 чёрная пешка · d5 белый слон · f5 чёрная пешка · g5 белый ферзь · h5 белый конь · a4 белый конь · b3 белая пешка · d3 чёрный король · e3 белая пешка · f3 белая пешка · b2 белая пешка · c2 чёрная пешка · d2 чёрная пешка · e2 чёрный конь · c1 чёрный слон · d1 чёрный слон | e8 белая ладья · d7 чёрный конь · h7 чёрная пешка · a6 чёрная пешка · b6 белый слон · g6 чёрная пешка · h6 белый король · a5 чёрная пешка · b5 чёрная пешка · d5 белый слон · f5 чёрная пешка · g5 белый ферзь · h5 белый конь · a4 белый конь · b3 белая пешка · d3 чёрный король · e3 белая пешка · f3 белая пешка · b2 белая пешка · c2 чёрная пешка · d2 чёрная пешка · e2 чёрный конь · c1 чёрный слон · d1 чёрный слон | e8 белая ладья · d7 чёрный конь · h7 чёрная пешка · a6 чёрная пешка · b6 белый слон · g6 чёрная пешка · h6 белый король · a5 чёрная пешка · b5 чёрная пешка · d5 белый слон · f5 чёрная пешка · g5 белый ферзь · h5 белый конь · a4 белый конь · b3 белая пешка · d3 чёрный король · e3 белая пешка · f3 белая пешка · b2 белая пешка · c2 чёрная пешка · d2 чёрная пешка · e2 чёрный конь · c1 чёрный слон · d1 чёрный слон | e8 белая ладья · d7 чёрный конь · h7 чёрная пешка · a6 чёрная пешка · b6 белый слон · g6 чёрная пешка · h6 белый король · a5 чёрная пешка · b5 чёрная пешка · d5 белый слон · f5 чёрная пешка · g5 белый ферзь · h5 белый конь · a4 белый конь · b3 белая пешка · d3 чёрный король · e3 белая пешка · f3 белая пешка · b2 белая пешка · c2 чёрная пешка · d2 чёрная пешка · e2 чёрный конь · c1 чёрный слон · d1 чёрный слон | e8 белая ладья · d7 чёрный конь · h7 чёрная пешка · a6 чёрная пешка · b6 белый слон · g6 чёрная пешка · h6 белый король · a5 чёрная пешка · b5 чёрная пешка · d5 белый слон · f5 чёрная пешка · g5 белый ферзь · h5 белый конь · a4 белый конь · b3 белая пешка · d3 чёрный король · e3 белая пешка · f3 белая пешка · b2 белая пешка · c2 чёрная пешка · d2 чёрная пешка · e2 чёрный конь · c1 чёрный слон · d1 чёрный слон | 4 |
| 3 | e8 белая ладья · d7 чёрный конь · h7 чёрная пешка · a6 чёрная пешка · b6 белый слон · g6 чёрная пешка · h6 белый король · a5 чёрная пешка · b5 чёрная пешка · d5 белый слон · f5 чёрная пешка · g5 белый ферзь · h5 белый конь · a4 белый конь · b3 белая пешка · d3 чёрный король · e3 белая пешка · f3 белая пешка · b2 белая пешка · c2 чёрная пешка · d2 чёрная пешка · e2 чёрный конь · c1 чёрный слон · d1 чёрный слон | e8 белая ладья · d7 чёрный конь · h7 чёрная пешка · a6 чёрная пешка · b6 белый слон · g6 чёрная пешка · h6 белый король · a5 чёрная пешка · b5 чёрная пешка · d5 белый слон · f5 чёрная пешка · g5 белый ферзь · h5 белый конь · a4 белый конь · b3 белая пешка · d3 чёрный король · e3 белая пешка · f3 белая пешка · b2 белая пешка · c2 чёрная пешка · d2 чёрная пешка · e2 чёрный конь · c1 чёрный слон · d1 чёрный слон | e8 белая ладья · d7 чёрный конь · h7 чёрная пешка · a6 чёрная пешка · b6 белый слон · g6 чёрная пешка · h6 белый король · a5 чёрная пешка · b5 чёрная пешка · d5 белый слон · f5 чёрная пешка · g5 белый ферзь · h5 белый конь · a4 белый конь · b3 белая пешка · d3 чёрный король · e3 белая пешка · f3 белая пешка · b2 белая пешка · c2 чёрная пешка · d2 чёрная пешка · e2 чёрный конь · c1 чёрный слон · d1 чёрный слон | e8 белая ладья · d7 чёрный конь · h7 чёрная пешка · a6 чёрная пешка · b6 белый слон · g6 чёрная пешка · h6 белый король · a5 чёрная пешка · b5 чёрная пешка · d5 белый слон · f5 чёрная пешка · g5 белый ферзь · h5 белый конь · a4 белый конь · b3 белая пешка · d3 чёрный король · e3 белая пешка · f3 белая пешка · b2 белая пешка · c2 чёрная пешка · d2 чёрная пешка · e2 чёрный конь · c1 чёрный слон · d1 чёрный слон | e8 белая ладья · d7 чёрный конь · h7 чёрная пешка · a6 чёрная пешка · b6 белый слон · g6 чёрная пешка · h6 белый король · a5 чёрная пешка · b5 чёрная пешка · d5 белый слон · f5 чёрная пешка · g5 белый ферзь · h5 белый конь · a4 белый конь · b3 белая пешка · d3 чёрный король · e3 белая пешка · f3 белая пешка · b2 белая пешка · c2 чёрная пешка · d2 чёрная пешка · e2 чёрный конь · c1 чёрный слон · d1 чёрный слон | e8 белая ладья · d7 чёрный конь · h7 чёрная пешка · a6 чёрная пешка · b6 белый слон · g6 чёрная пешка · h6 белый король · a5 чёрная пешка · b5 чёрная пешка · d5 белый слон · f5 чёрная пешка · g5 белый ферзь · h5 белый конь · a4 белый конь · b3 белая пешка · d3 чёрный король · e3 белая пешка · f3 белая пешка · b2 белая пешка · c2 чёрная пешка · d2 чёрная пешка · e2 чёрный конь · c1 чёрный слон · d1 чёрный слон | e8 белая ладья · d7 чёрный конь · h7 чёрная пешка · a6 чёрная пешка · b6 белый слон · g6 чёрная пешка · h6 белый король · a5 чёрная пешка · b5 чёрная пешка · d5 белый слон · f5 чёрная пешка · g5 белый ферзь · h5 белый конь · a4 белый конь · b3 белая пешка · d3 чёрный король · e3 белая пешка · f3 белая пешка · b2 белая пешка · c2 чёрная пешка · d2 чёрная пешка · e2 чёрный конь · c1 чёрный слон · d1 чёрный слон | e8 белая ладья · d7 чёрный конь · h7 чёрная пешка · a6 чёрная пешка · b6 белый слон · g6 чёрная пешка · h6 белый король · a5 чёрная пешка · b5 чёрная пешка · d5 белый слон · f5 чёрная пешка · g5 белый ферзь · h5 белый конь · a4 белый конь · b3 белая пешка · d3 чёрный король · e3 белая пешка · f3 белая пешка · b2 белая пешка · c2 чёрная пешка · d2 чёрная пешка · e2 чёрный конь · c1 чёрный слон · d1 чёрный слон | 3 |
| 2 | e8 белая ладья · d7 чёрный конь · h7 чёрная пешка · a6 чёрная пешка · b6 белый слон · g6 чёрная пешка · h6 белый король · a5 чёрная пешка · b5 чёрная пешка · d5 белый слон · f5 чёрная пешка · g5 белый ферзь · h5 белый конь · a4 белый конь · b3 белая пешка · d3 чёрный король · e3 белая пешка · f3 белая пешка · b2 белая пешка · c2 чёрная пешка · d2 чёрная пешка · e2 чёрный конь · c1 чёрный слон · d1 чёрный слон | e8 белая ладья · d7 чёрный конь · h7 чёрная пешка · a6 чёрная пешка · b6 белый слон · g6 чёрная пешка · h6 белый король · a5 чёрная пешка · b5 чёрная пешка · d5 белый слон · f5 чёрная пешка · g5 белый ферзь · h5 белый конь · a4 белый конь · b3 белая пешка · d3 чёрный король · e3 белая пешка · f3 белая пешка · b2 белая пешка · c2 чёрная пешка · d2 чёрная пешка · e2 чёрный конь · c1 чёрный слон · d1 чёрный слон | e8 белая ладья · d7 чёрный конь · h7 чёрная пешка · a6 чёрная пешка · b6 белый слон · g6 чёрная пешка · h6 белый король · a5 чёрная пешка · b5 чёрная пешка · d5 белый слон · f5 чёрная пешка · g5 белый ферзь · h5 белый конь · a4 белый конь · b3 белая пешка · d3 чёрный король · e3 белая пешка · f3 белая пешка · b2 белая пешка · c2 чёрная пешка · d2 чёрная пешка · e2 чёрный конь · c1 чёрный слон · d1 чёрный слон | e8 белая ладья · d7 чёрный конь · h7 чёрная пешка · a6 чёрная пешка · b6 белый слон · g6 чёрная пешка · h6 белый король · a5 чёрная пешка · b5 чёрная пешка · d5 белый слон · f5 чёрная пешка · g5 белый ферзь · h5 белый конь · a4 белый конь · b3 белая пешка · d3 чёрный король · e3 белая пешка · f3 белая пешка · b2 белая пешка · c2 чёрная пешка · d2 чёрная пешка · e2 чёрный конь · c1 чёрный слон · d1 чёрный слон | e8 белая ладья · d7 чёрный конь · h7 чёрная пешка · a6 чёрная пешка · b6 белый слон · g6 чёрная пешка · h6 белый король · a5 чёрная пешка · b5 чёрная пешка · d5 белый слон · f5 чёрная пешка · g5 белый ферзь · h5 белый конь · a4 белый конь · b3 белая пешка · d3 чёрный король · e3 белая пешка · f3 белая пешка · b2 белая пешка · c2 чёрная пешка · d2 чёрная пешка · e2 чёрный конь · c1 чёрный слон · d1 чёрный слон | e8 белая ладья · d7 чёрный конь · h7 чёрная пешка · a6 чёрная пешка · b6 белый слон · g6 чёрная пешка · h6 белый король · a5 чёрная пешка · b5 чёрная пешка · d5 белый слон · f5 чёрная пешка · g5 белый ферзь · h5 белый конь · a4 белый конь · b3 белая пешка · d3 чёрный король · e3 белая пешка · f3 белая пешка · b2 белая пешка · c2 чёрная пешка · d2 чёрная пешка · e2 чёрный конь · c1 чёрный слон · d1 чёрный слон | e8 белая ладья · d7 чёрный конь · h7 чёрная пешка · a6 чёрная пешка · b6 белый слон · g6 чёрная пешка · h6 белый король · a5 чёрная пешка · b5 чёрная пешка · d5 белый слон · f5 чёрная пешка · g5 белый ферзь · h5 белый конь · a4 белый конь · b3 белая пешка · d3 чёрный король · e3 белая пешка · f3 белая пешка · b2 белая пешка · c2 чёрная пешка · d2 чёрная пешка · e2 чёрный конь · c1 чёрный слон · d1 чёрный слон | e8 белая ладья · d7 чёрный конь · h7 чёрная пешка · a6 чёрная пешка · b6 белый слон · g6 чёрная пешка · h6 белый король · a5 чёрная пешка · b5 чёрная пешка · d5 белый слон · f5 чёрная пешка · g5 белый ферзь · h5 белый конь · a4 белый конь · b3 белая пешка · d3 чёрный король · e3 белая пешка · f3 белая пешка · b2 белая пешка · c2 чёрная пешка · d2 чёрная пешка · e2 чёрный конь · c1 чёрный слон · d1 чёрный слон | 2 |
| 1 | e8 белая ладья · d7 чёрный конь · h7 чёрная пешка · a6 чёрная пешка · b6 белый слон · g6 чёрная пешка · h6 белый король · a5 чёрная пешка · b5 чёрная пешка · d5 белый слон · f5 чёрная пешка · g5 белый ферзь · h5 белый конь · a4 белый конь · b3 белая пешка · d3 чёрный король · e3 белая пешка · f3 белая пешка · b2 белая пешка · c2 чёрная пешка · d2 чёрная пешка · e2 чёрный конь · c1 чёрный слон · d1 чёрный слон | e8 белая ладья · d7 чёрный конь · h7 чёрная пешка · a6 чёрная пешка · b6 белый слон · g6 чёрная пешка · h6 белый король · a5 чёрная пешка · b5 чёрная пешка · d5 белый слон · f5 чёрная пешка · g5 белый ферзь · h5 белый конь · a4 белый конь · b3 белая пешка · d3 чёрный король · e3 белая пешка · f3 белая пешка · b2 белая пешка · c2 чёрная пешка · d2 чёрная пешка · e2 чёрный конь · c1 чёрный слон · d1 чёрный слон | e8 белая ладья · d7 чёрный конь · h7 чёрная пешка · a6 чёрная пешка · b6 белый слон · g6 чёрная пешка · h6 белый король · a5 чёрная пешка · b5 чёрная пешка · d5 белый слон · f5 чёрная пешка · g5 белый ферзь · h5 белый конь · a4 белый конь · b3 белая пешка · d3 чёрный король · e3 белая пешка · f3 белая пешка · b2 белая пешка · c2 чёрная пешка · d2 чёрная пешка · e2 чёрный конь · c1 чёрный слон · d1 чёрный слон | e8 белая ладья · d7 чёрный конь · h7 чёрная пешка · a6 чёрная пешка · b6 белый слон · g6 чёрная пешка · h6 белый король · a5 чёрная пешка · b5 чёрная пешка · d5 белый слон · f5 чёрная пешка · g5 белый ферзь · h5 белый конь · a4 белый конь · b3 белая пешка · d3 чёрный король · e3 белая пешка · f3 белая пешка · b2 белая пешка · c2 чёрная пешка · d2 чёрная пешка · e2 чёрный конь · c1 чёрный слон · d1 чёрный слон | e8 белая ладья · d7 чёрный конь · h7 чёрная пешка · a6 чёрная пешка · b6 белый слон · g6 чёрная пешка · h6 белый король · a5 чёрная пешка · b5 чёрная пешка · d5 белый слон · f5 чёрная пешка · g5 белый ферзь · h5 белый конь · a4 белый конь · b3 белая пешка · d3 чёрный король · e3 белая пешка · f3 белая пешка · b2 белая пешка · c2 чёрная пешка · d2 чёрная пешка · e2 чёрный конь · c1 чёрный слон · d1 чёрный слон | e8 белая ладья · d7 чёрный конь · h7 чёрная пешка · a6 чёрная пешка · b6 белый слон · g6 чёрная пешка · h6 белый король · a5 чёрная пешка · b5 чёрная пешка · d5 белый слон · f5 чёрная пешка · g5 белый ферзь · h5 белый конь · a4 белый конь · b3 белая пешка · d3 чёрный король · e3 белая пешка · f3 белая пешка · b2 белая пешка · c2 чёрная пешка · d2 чёрная пешка · e2 чёрный конь · c1 чёрный слон · d1 чёрный слон | e8 белая ладья · d7 чёрный конь · h7 чёрная пешка · a6 чёрная пешка · b6 белый слон · g6 чёрная пешка · h6 белый король · a5 чёрная пешка · b5 чёрная пешка · d5 белый слон · f5 чёрная пешка · g5 белый ферзь · h5 белый конь · a4 белый конь · b3 белая пешка · d3 чёрный король · e3 белая пешка · f3 белая пешка · b2 белая пешка · c2 чёрная пешка · d2 чёрная пешка · e2 чёрный конь · c1 чёрный слон · d1 чёрный слон | e8 белая ладья · d7 чёрный конь · h7 чёрная пешка · a6 чёрная пешка · b6 белый слон · g6 чёрная пешка · h6 белый король · a5 чёрная пешка · b5 чёрная пешка · d5 белый слон · f5 чёрная пешка · g5 белый ферзь · h5 белый конь · a4 белый конь · b3 белая пешка · d3 чёрный король · e3 белая пешка · f3 белая пешка · b2 белая пешка · c2 чёрная пешка · d2 чёрная пешка · e2 чёрный конь · c1 чёрный слон · d1 чёрный слон | 1 |
|   | a | b | c | d | e | f | g | h |   |

Одной из тем в шахматной композиции присвоено имя Заппаса. Суть темы в том, что около чёрного короля находится ключевое поле, контролируемое тремя фигурами белых. В ложном следе в результате своего первого хода белые теряют один контроль ключевого поля, что позволяет чёрным опровергнуть ложный след путём снятия контроля второй фигуры, поскольку на матующем ходу третья фигура также теряет контроль, и чёрный король уходит на ключевое поле.
Тему Заппаса ярко иллюстрирует его задача 1976 года.
В позиции на диаграмме ключевым является поле e3, контролируемое ферзём g5, ладьёй e8 и слоном b6.
На доске неполный цугцванг — при ходе чёрных на все их ходы, кроме 1...С:b2, у белых есть маты. Так, на любой ход коня d7 (например, 1...Ke5) есть 2.Kc5#, на любой ход коня е2 (например, 1...Kd4) есть 2.Kf4#, на ход пешкой 1...f4 последует 2.Ce4#. Кроме этого, 1...b4/ba 2.Cc4# или 1...gh 2.Ф:f5#.
Белые должны создать позицию полного цугцванга, поэтому нападают на поле c3 с тем, чтобы на 1...C:b2 ответить 2.K:b2#. Однако в ложных следах первые ходы белых теряют один контроль поля e3:
1.Фf6? (цугцванг) 1...C:b2 2.K:b2#, но 1...Ke5! и 2.Kc5 теперь не мат, поскольку чёрный король уйдёт на е3.
1.Лc8? (цугцванг), но 1...Kd4! и теперь не матует 2.Kf4 из-за той же потери контроля над полем е3.
1.С:a5? (цугцванг), но 1...f4! и всё по той же причине нет мата 2.Ce4.
Правильный первый ход — 1. Сd4! Белые нападают на поле c3 так, чтобы не потерять ни один контроль над пунктом e3, вследствие чего чёрные, которые оказываются в цугцванге, бессильны предотвратить мат.
В задаче представлена циклическая форма темы Заппаса.

## Книги
- Βύρων Ζάππας. Σκακιστικές συνθέσεις (Шахматные композиции; избранные задачи) :  [греч.]. — Αθήνα, 1990.
- Byron Zappas. Chess Compositions: Selected Problems by the Author with Full Solutions and Analysis of Themes :  [англ.]. — Wien : F. Chlubna, 1996. — ISBN 9783950031058.